# 比利亚曼蒂利亚
比利亚曼蒂利亚，是西班牙马德里自治区的一个市镇，距离马德里45公里。总面积24平方公里，总人口372人（2001年），人口密度16人/平方公里。